# Гловацький Гаврило Володимирович
Гаври́ло Володи́мирович Глова́цький (нар. 13 (25) березня 1866 — 17 жовтня 1939, Владивосток) — актор та режисер.

## Життєпис
Виступати як актор почав 1887 року на сцені Малої зали московського дворянського зібрання. 1892 року закінчив театральну школу Федотова. 1896 року починає роботу як режисер.
У 1910-х роках працював режисером Літературно-художнього театру в Петербурзі.
Після Жовтневого перевороту відкомандирований до Одеси. У 1918—1930 — серед організаторів перших радянських театрів в Одесі («Червоний моряк», «Мороборона», «Північний театр», «Іструд», та Молодий український театр — під керівництвом Леся Курбаса).
Викладав в Одеській українській драматичній студії ім. Марка Кропивницького.
З 1930 працював у Якутії і на Далекому Сході — в Благовіщенську, Петропавловську-Камчатському, Владивостоці.
Грав у виставах: «Влада темряви» Льва Толстого (1918), «Бояриня» Лесі Українки, «Жорж Данден» Ж.-Б. Мольєра (перша постановка на українській сцені, 1922), «Платон Кречет» О. Корнійчука (1935).
У період роботи в Одесі серед постановок — «Пугачовщина» Треньова.